# یواس‌اس هنکاک (۱۷۷۶)
یواس‌اس هنکاک (۱۷۷۶) (به انگلیسی: USS Hancock (1776)) یک کشتی بود. این کشتی در سال ۱۷۷۶ ساخته شد.